# Рвотный рефлекс
Рвотный рефлекс (глоточный рефлекс) — это рефлекторное мышечное сокращение задней части горла, вызываемое прикосновением к нёбу, задней части языка, области вокруг миндалин, язычка и задней части горла. Он, наряду с другими аэродигестивными рефлексами, такими как рефлекторное глотание, предотвращает попадание предметов из полости рта в горло, за исключением случаев нормального глотания, и помогает предотвратить асфиксию (удушье), а также является формой кашля. Глоточный рефлекс отличается от спазма гортани, который представляет собой рефлекторное мышечное сокращение голосовых связок.

## Рефлекторная дуга
В рефлекторной дуге серия физиологических шагов происходит очень быстро, чтобы вызвать рефлекс. Как правило, сенсорный рецептор получает раздражитель окружающей среды, в данном случае от объектов, достигающих нервов в задней части горла, и посылает сообщение через афферентный нерв в центральную нервную систему (ЦНС). ЦНС получает это сообщение и посылает соответствующий ответ через эфферентный нерв (также известный как моторный нейрон) эффекторным клеткам, расположенным в той же начальной области, которые затем могут выполнить соответствующий ответ.
В случае глоточного рефлекса:
- чувствительная конечность опосредуется преимущественно языкоглоточным нервом (CN IX)
- двигательная конечность по блуждающему нерву (CN X).

Рвотный рефлекс включает быстрое и короткое поднятие мягкого неба и двустороннее сокращение мышц глотки, вызванное прикосновением к задней стенке глотки. Прикосновение к мягкому небу может привести к аналогичной рефлекторной реакции. Однако в этом случае чувствительным ответвлением рефлекса является тройничный нерв (CN V). У очень чувствительных людей может быть задействовано гораздо больше ствола мозга; простой кляп может привести к рвоте.

## Подавление и активация
Глотание необычно больших предметов или помещение предметов в заднюю часть рта может вызвать глоточный рефлекс. Некоторые люди, например, шпагоглотатели, научились подавлять его . Напротив, запуск рефлекса иногда делается намеренно, чтобы вызвать рвоту, у тех, кто страдает нервной булимией.
Согласно одному исследованию, у каждого третьего человека отсутствует рвотный рефлекс . Однако на другом конце спектра находятся люди с гиперчувствительным рвотным рефлексом. Эта гиперчувствительность может привести к проблемам в различных ситуациях, от проглатывания таблетки или больших кусков пищи до посещения стоматолога. Гиперчувствительность, как правило, является условной реакцией, обычно возникающей после предыдущего опыта. Существует множество способов снизить чувствительность к повышенной чувствительности, от расслабления до онемения рта и горла до тренировки мягкого неба, чтобы привыкнуть к прикосновениям. 
Лекарства против тошноты, седативные средства, местные и общие анестетики, растительные лекарственные средства, поведенческая терапия, акупрессура, иглоукалывание, лазер и протезы могут быть использованы для устранения повышенного рвотного рефлекса во время стоматологического лечения. Исследования показали с очень низкой степенью достоверности, что иглоукалывание и лазер в точке Р6 (расположенной на запястье) уменьшают рвотные позывы без седативных средств. Тем не менее, не было никакой разницы при применении седативных препаратов. Поэтому необходимо провести дополнительные исследования в отношении этих вмешательств.

## Отсутствие
В некоторых случаях отсутствие рвотного рефлекса и ощущения в глотке может быть симптомом ряда серьезных заболеваний, таких как повреждение языкоглоточного нерва, блуждающего нерва или смерть мозга.
При одностороннем повреждении языкоглоточного нерва при прикосновении к стенке глотки с той же стороны поврежденного нерва рвотная реакция не возникает. При одностороннем повреждении блуждающего нерва мягкое небо приподнимается и тянется к неповрежденной стороне, независимо от стороны глотки, к которой прикасаются. Это происходит потому, что сенсорный компонент не поврежден с обеих сторон, но работают только двигательные нервы, снабжающие одну сторону мягких небных и глоточных мышц, поэтому сокращение мышц при рефлексе асимметрично. При одностороннем (одностороннем) повреждении языкоглоточного нерва при прикосновении к стенке глотки с той же стороны поврежденного нерва рвотная реакция не возникает. При одностороннем повреждении блуждающего нерва мягкое небо приподнимается и тянется к неповрежденной стороне, независимо от стороны глотки, к которой прикасаются. Это происходит потому, что сенсорный компонент не поврежден с обеих сторон, но работают только двигательные нервы, снабжающие одну сторону мягких небных и глоточных мышц, поэтому сокращение мышц при рефлексе асимметрично.
В какой-то момент считалось, что отсутствие рвотного рефлекса у пациентов, перенесших инсульт, является хорошим предиктором дисфагии (трудности с глотанием) или аспирации из гортани (попадание пищи или питья в гортань), и поэтому его часто проверяли. Тем не менее, в одном исследовании у 37% здоровых людей не было рвотного рефлекса, при этом, у всех испытуемых, за исключением одного, сохранялось ощущение в глотке. Эти результаты показывают, что мышцы, контролирующие рвотный рефлекс, остаются независимыми от мышц, контролирующих нормальное глотание. Поскольку этот рефлекс обычно не встречается у здоровых людей, его прогностическая ценность при определении риска нарушений глотания сильно ограничена. С другой стороны, ощущение в глотке, как видно из этого исследования, редко отсутствует и может оказаться лучшим при прогнозировании будущих проблем с глотанием.

## Рефлекторное глотание через глотку
Тесно связанное с рвотным рефлексом, при котором пища или другие посторонние вещества выталкиваются обратно из глотки, глотание обычно проталкивает пищу через пищеварительную систему в желудок. Этот рефлекс, в частности, функционирует как защитная система для верхних дыхательных путей, поскольку он не только заставляет голосовую щель закрываться, тем самым предотвращая попадание любых веществ в дыхательные пути, но и очищает глотку от любых остаточных веществ при глотании.
Этот конкретный рефлекс является просто одним из нескольких аэродигестивных рефлексов, включая также рефлекс закрытия глотки (при котором глотания не происходит, но голосовая щель все еще закрывается) и сократительный рефлекс глоточно-верхнего пищеводного сфинктера, который возникает в основном во время эпизодов гастроэзофагеального рефлюкса. Все они либо принудительно закрывают голосовую щель, либо позволяют глотке удалять частицы в пищеварительный тракт, которые могли быть вытеснены обратно как этим трактом, так и верхними дыхательными путями. Эти рефлексы также могут защитить дыхательные пути от любой пищи или жидкостей, которые могут пролиться из гипофаринкса. Однако, если максимальная емкость жидкости, которую гипофаринкс может безопасно удерживать, превышена, то эта избыточная жидкость попадает в гортань и оттуда в легкие. Следовательно, эти рефлексы предотвращают достижение уровней этого максимального объема.
Поскольку глотка соединяет пищеварительную и дыхательную системы, существует множество проблем и заболеваний, возникающих, когда организм не в состоянии регулировать поступление пищи и воздуха в соответствующие тракты. Возможно, наиболее предотвратимая причина повреждения этих рефлексов связана с курением. Одно исследование показало, что, по сравнению с некурящими, пороговые объемы (наименьший объем, при котором срабатывает один из этих рефлексов) как для сократительного рефлекса глоточно-верхнего пищеводного сфинктера, так и для рефлекторного глотательного глотания увеличены.

## Примечание
1. 1 2  Wilson, Tracy V. How Sword Swallowing Works. HowStuffWorks (29 июня 2007). Дата обращения: 19 августа 2022. Архивировано 24 сентября 2015 года.
2. 1 2  Davies AE, Kidd D, Stone SP, MacMahon J (February 1995). Pharyngeal sensation and gag reflex in healthy subjects. Lancet. 345 (8948): 487–8. doi:10.1016/s0140-6736(95)90584-7. PMID 7861875.
3. ↑  Eachempati P, Kumbargere Nagraj S, Kiran Kumar Krishanappa S, George RP, Soe HH, Karanth L (November 2019). Management of gag reflex for patients undergoing dental treatment. The Cochrane Database of Systematic Reviews. 2019 (11). doi:10.1002/14651858.cd011116.pub3. PMC 6953338. PMID 31721146.
4. ↑  Гипофаринкс - это нижняя часть глотки, и его можно считать первой областью, где пищеварительный тракт отделяется от дыхательных путей.
5. ↑  Dua K, Surapaneni SN, Kuribayashi S, Hafeezullah M, Shaker R (August 2011). Pharyngeal airway protective reflexes are triggered before the maximum volume of fluid that the hypopharynx can safely hold is exceeded. American Journal of Physiology. Gastrointestinal and Liver Physiology. 301 (2): G197-202. doi:10.1152/ajpgi.00046.2011. PMC 3154610. PMID 21566013.
6. ↑  Dua K, Bardan E, Ren J, Sui Z, Shaker R (October 1998). Effect of chronic and acute cigarette smoking on the pharyngo-upper oesophageal sphincter contractile reflex and reflexive pharyngeal swallow. Gut. 43 (4): 537–41. doi:10.1136/gut.43.4.537. PMC 1727281. PMID 9824582.